# Katten Murrs tankar om livet

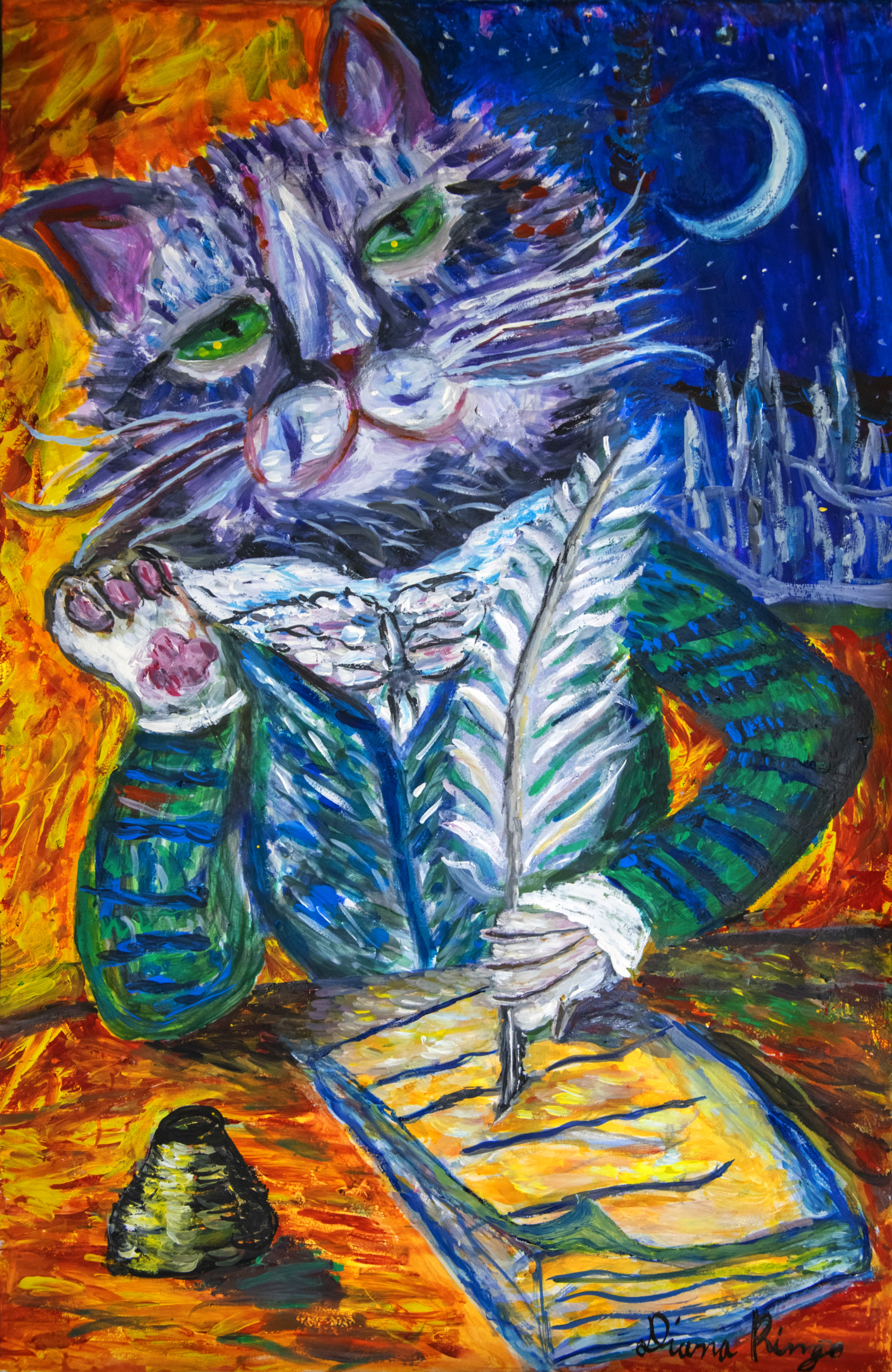
Katten Murr

Katten Murrs tankar om livet (tyska: Lebens-Ansichten des Katers Murr) är en humoristisk roman av den preussiske författaren E.T.A. Hoffmann, ursprungligen utgiven i två band 1819 och 1821. Handlingen följer den briljante och excentriske tonsättaren Johannes Kreisler, samt den självgode katten Murr, som gör sig lustig över diverse företeelser.
Boken har undertiteln Samt fragmentarisk biografi över kapellmästaren Johannes Kreisler i form av slumpvisa makulaturblad ("Nebst fragmentarischer Biographie des Kapellmeisters Johannes Kreisler in zufälligen Makulaturblättern"). Ett tredje band var planerat men fullbordades aldrig. En svensk översättning av Margareta Zetterström med förord av Horace Engdahl gavs ut 2006 genom Bokförlaget Atlantis.

## Utgåvor
- 1828 –  (på tyska) Lebens-Ansichten des Katers Murr: nebst fragmentarischer Biographie des Kapellmeisters Johannes Kreisler in zufälligen Makulaturblättern. E. T. A. Hoffmann's ausgewählte Schriften ; 8. Berlin: Reimer. Libris 10683125
- 1909 – Hoffmann, E. T. A.; Schweizer Viktor, Zaunert Paul (1909) (på tyska). Hoffmanns Werke. Bd 4 Lebens-ansichten des Katers Murr. Libris 10242708
- 1994 –  (på tyska) Lebensansichten des Katers Murr. Die Deutschen Klassiker. Kehl: Swan. 1994. Libris 6684736. ISBN 3-89507-027-0
  - 2006 – Hoffmann, E. T. A. (2006). Katten Murrs tankar om livet samt fragmentarisk biografi över kapellmästaren Johannes Kreisler i form av slumpvisa makulaturblad. Atlantis väljer ur världslitteraturen. Översättning: Margareta Zetterström. Stockholm: Atlantis. Libris 10154519. ISBN 91-7353-129-4